# Big Eyes
Big Eyes este un film biografic american din anul 2014, regizat de Tim Burton, având în rolurile principale pe Amy Adams și Christoph Waltz. Filmul se bazează pe viața artistei americane Margaret Keane, ale cărei lucrări plastice au fost pretinse în mod fraudulos de către soțul său de atunci, Walter Keane, între anii 1950 și 1960.